# الفجر الذهبي (اليونان)
حزب الفجر الذهبي هو حزب سياسي يوناني، يحسب على التيار اليميني المتطرف.
يتزعمه نيكوس ميخالولياكوس.
يعتبر من الحزاب النازية الجدد الذين يستعدون المهاجرين وقد حصد 7% من الصوات في الأنتخابات الأخيرة في اليونان مما يجعله ثالث أكبر حزب كذلك متهم بكثير من الجرائم ضد المهاجرين[بحاجة لمصدر]

## المصدر
1. ↑  زعيم حزب "الفجر الذهبي" اليوناني يمثل أمام المحكمة - بي بي سي نسخة محفوظة 05 أكتوبر 2013 على موقع واي باك مشين.